# Emily Galaviz
 (mars 2025).
Le contenu est difficilement compréhensible vu les erreurs de traduction, qui sont peut-être dues à l'utilisation d'un logiciel de traduction automatique.
 (mars 2025).
Emily Sarahí Galaviz Osuna (San Juan des Morros, Guárico, 18 avril de 2007) est une chanteuse vénézuélienne de musique llanera, du genre des llanos vénézuéliens, elle a été reconnue pour avoir interprété des chansons célèbres, à la fois les siennes et celles d’autres artistes du genre.
Il a reçu son premier disque d’or sur Spotify en Colombie, car il a atteint les 4 millions d’écoutes. Sur YouTube, sa vidéo la plus jouée est la « Popurrí 01 » qui comprend le «Guayabo Zarandiao», qui a déjà dépassé les 10 millions de vues, se consolidant comme l’un des clips musicaux llanera les plus joués sur cette plateforme. Sur ses réseaux sociaux et ses plateformes numériques telles qu’Instagram, TikTok et Facebook, elle accumule un total de plus de 4,2 millions d’abonnés, étant l’artiste de musique llanera la plus suivie sur ces plateformes.

## Biographie
Emily a été influencée par le genre de la musique llanero dès son plus jeune âge, en raison de la culture qui l’entoure. Elle a commencé sa carrière professionnelle à un très jeune âge, mais sa reconnaissance notoire dans l’industrie a commencé en 2022, après avoir eu une participation exceptionnelle à l’émission TVES, Talento de Corazón Juvenil. L’essor de sa carrière l’a amenée à obtenir un contrat avec la société de production Total Show Entertainment avec laquelle elle a enregistré son premier single «Mi Triste Realidad».
Galaviz utilise des chansons d’autres représentants de la musique llanera, mais inclut des changements mélodiques et rythmiques, ce qui rend ces chansons plus attrayantes à l’oreille de ses adeptes et leur donne une touche personnelle. La première de ces chansons était « Guayabo Zarandiao » (original de Mayra Tovar), qui l’a catapultée vers la célébrité, cela fait partie du « Popurri 01 » et ensuite elle a fait des publications similaires qui se sont démarquées. Le « Popurri 02 » se démarque également.
En septembre 2024, il entame sa première tournée nationale et internationale. Et en décembre, elle a fait une tournée appelée Las divas del folklore (Les Divas du folklore) à travers différentes villes des États-Unis avec les chanteuses Araima Amezquita et Yenifer Mora.

## Discographie

### Singles
| An   | Titre                                                          | Compositeur                   | Maison de disques        |
| 2024 | Guayabo Zarandiao                                              | Carlos Cumarín                | Total Show Entertainment |
| 2024 | Mi Triste Realidad (Ma Triste Réalité)                         | Jean Ochoa                    | Total Show Entertainment |
| 2024 | Ni que me pongas me amarres (Ni que tu me mettes tu m'amarres) | Emily Galaviz et Yenifer Mora | Total Show Entertainment |
| 2024 | Llano Querido (Llano Voulu)                                    | José Miguel Chuello           | Total Show Entertainment |
| 2024 | Mi Forma de Amar (Ma Forme d'Aimer)                            | Emily Galaviz                 | Total Show Entertainment |
| 2024 | Por Los Caminos del llano (Par Les Chemins du llano)           | Cesar Orellano                | Total Show Entertainment |
| 2024 | La Centella                                                    | Raniero Palm                  | Total Show Entertainment |

### EP
| An   | Titre                     | Compositeur | Thèmes compris |
| 2024 | Popurrí 01                | Carlos Cumarín, Hugo Blanco, Ivan José Rodriguez, Juan Vicente Torrealba, Julio Pantoja, Rafael Perez, Rafael Giménez, Ángel Custodio Loyola                        | La Vecina; Guayabo Zarandiao; El Gabancito; Tu Alma y la Mía; Tierra negra; De Moda que Si; Mi Sombrero (La Voisine; Guayabo Zarandiao; Le Gabancito; Ton Âme et la À moi; Terroir noir; De mode que Si; Mon Chapeau) |
| 2024 | Popurrí 02                | Abraham Nieves, Cholo Valderrama, Cristóbal Jiménez, El Carrao De Palmarito, Francisco Montoya, Hugo Blanco, Julio César Sánchez, Nelson Morales, Reyna Lucero      | Hazañas De Un Llanero; El Hombre Que Tanto Amé; Por Ese Suspiro; Juanita; Mi Caballo Y Yo; Kirpa Altanera; Chipola Del Siglo XX; Catira Marmoleña; Gabán Peligroso;Dónde Están Los Gallos (Hazañas D'Un Llanero; L'Homme Que j'Ai Autant Aimé; Par Ce Soupir; Juanita; Mon Cheval Et Je; Kirpa Altanera; Chipola Du Siècle XX; Catira Marmoleña; Gabán Dangereux;Où ils Sont Les Coqs) |
| 2024 | Popurrí 03 - Patio Sonoro | Felix Romero, Salvador Gamboa, Vito Difrisco, Wilmer Tovar, Rummy Olivo, Guillermo Hernandez, Marcos Eduardo Hernandez, Hugo Blanco, Victor Castillo, Rafael Molina | Cuando Hay Amor; Fiesta Venezolana; Te Lo Juro; Tiempo De Agua En La Llanura; Llegó El Joropo; Luna De Capanaparo; No Me Corra Cantinero; Les Llegó La Guillotina (Lorsqu'il Y a Amour; Fête Vénézuélienne; je Te Le Jure; Temps D'Eau dans La Plaine; il est Arrivé Le Joropo; Lune De Capanaparo; il Ne Me Coure pas Cantinier; il Leur est Arrivé La Guillotina)                    |

## Tournées
| An         | Tour                                                   | Lieux |
| ---------- | ------------------------------------------------------ | --- |
| Principaux |                                                        | |
| 2024       | Emily Galaviz y sus amigos (Emily Galaviz et ses amis) | - Barquisimeto - Valence - Maracay - La Guaira - Caracas                                                        |
| 2024       | Las Divas de folklore (Les Divas de folklore)          | - Miami - Atlanta - Austin - Phoenix - Salt Lake City - Dallas - Orlando - Tampa - Houston - Chicago - Columbus |